# Tótkomlós
Tótkomlós (en eslovaco: Slovenský Komlóš) es una ciudad del condado de Békés, Hungría.

## Nombre
Komlós significa "lugar con lúpulo" en húngaro, mientras que el prefijo "Tót" designa a los eslovacos en húngaro antiguo. El lúpulo también aparece en el escudo de la ciudad.

## Geografía
Tótkomlós se encuentra en la Gran Llanura Húngara, 225 kilómetros al sureste de Budapest. La línea ferroviaria Mezőtúr - Orosháza - Mezőhegyes cruza la ciudad.

## Historia
El pueblo medieval quedó en ruinas debido a las guerras otomanas, y la población húngara nativa huyó de la zona. Fue reconstruido después de 1715 con colonos eslovacos. Los húngaros se convirtieron en mayoría tras el intercambio de población checoslovaco-húngaro.

## Personajes notables
- János Jankó (1833-1896), pintor húngaro
- Pál Závada (1954), escritor húngaro
- Zsuzsa Gyurkovics (1929), actriz húngara

## Relaciones internacionales

### Ciudades hermanadas
Tótkomlós está hermanada con:
- Brețcu, Rumanía
- Galanta, Eslovaquia
- Jelšava, Eslovaquia
- Nădlac, Rumanía
- Neunkirchen am Brand, Alemania
- Nové Zámky, Eslovaquia
- Zvolen, Eslovaquia